# Objektlernen
Dieser Artikel wurde auf der Qualitätssicherungsseite des Wikiprojekts Psychologie eingetragen. Dies geschieht, um die Qualität der Artikel aus dem Themengebiet Psychologie zu verbessern. Dabei werden Artikel verbessert oder auch zur Löschung vorgeschlagen, wenn sie nicht den Kriterien der Wikipedia entsprechen. Hilf mit bei der Verbesserung und beteilige dich an der Diskussion im Projekt Psychologie.
Objektlernen (engl.:object learning) bezeichnet in der Lernpsychologie das Lernen von Assoziationen zwischen verschiedenen Eigenschaften eines Objektes.
Objektlernen wurde zuerst durch Pawlow und seine Schüler Vulwson und Snarskij mit Hunden untersucht.
Zuerst zeigte man den Versuchstieren Sand. Dieser löste keine sichtbare Reaktion aus. Dann wurde den Hunden Sand ins Maul eingebracht, was eine verstärkte Speichelabsonderung (Salivation) zur Folge hatte. Bot man ihnen dann erneut Sand dar, so reagierten sie bereits auf den Anblick des Sandes mit Speichelabsonderung. Sie hatten eine Assoziation zwischen verschiedenen Modalitäten des Objektes Sand gelernt.
Ein weiteres Beispiel für die Assoziation verschiedener Objekteigenschaften ist die Identifikation eines Gegenstandes durch Betasten mit geschlossenen Augen oder das Aufkommen von Hunger beim Anblick einer appetitlichen Speise.